# Objetivo de Desarrollo Sostenible 17
El Objetivo de Desarrollo Sostenible 17 (Objetivo 17 o ODS 17) trata sobre "alianzas para los objetivos" y es uno de los 17 Objetivos de Desarrollo Sostenible (ODS) establecidos por las Naciones Unidas en 2015   
Su redacción oficial es "Fortalecer los medios de implementación y revitalizar la asociación mundial para el desarrollo sostenible". 
El Objetivo tiene metas que deben alcanzarse para 2030. El progreso hacia las metas se medirá mediante indicadores.

## Contexto
Los Objetivos de Desarrollo Sostenible son una colección de 17 objetivos globales establecidos por las Naciones Unidas. Los objetivos generales están interrelacionados, aunque cada uno tiene sus propios objetivos que alcanzar. Los ODS cubren una amplia gama de cuestiones de desarrollo social y económico. Estos incluyen pobreza, hambre, salud, educación, cambio climático, igualdad de género, suministro de agua, saneamiento, energía, urbanización, medio ambiente y justicia social.

## Objetivos, indicadores y progresos
El SDG 17 tiene 19 metas y 24 indicadores. A continuación se muestra la lista de todos los objetivos con una versión corta y una versión larga de los títulos. 
Aún no hay datos disponibles para los siguientes indicadores: 17.5.1, 17.6.1, 17.7.1, 17.13.1, 17.14.1, 17.17.1.
Para todos los demás indicadores, hay datos y mapas del mundo disponibles para visualizar el progreso.

## Organizaciones
Varias organizaciones mundiales se han comprometido a avanzar hacia el ODS 17 de diversas formas, por ejemplo:
- Programa de las Naciones Unidas para el Desarrollo
- Departamento de Asuntos Económicos y Sociales de Naciones Unidas
- Banco Mundial
- Unicef
- Programa de las Naciones Unidas para el Medio Ambiente
- Fondo de Población de las Naciones Unidas
- Organización Mundial de la Salud
- Fondo Monetario Internacional
- Programa de Naciones Unidas para los Asentamientos Humanos
- Organización de las Naciones Unidas para la Alimentación y la Agricultura
- Fondo Internacional de Desarrollo Agrícola
- Organización Internacional del Trabajo
- Centro de Comercio Internacional
- Unión Internacional de Telecomunicaciones
- Conferencia de las Naciones Unidas sobre Comercio y Desarrollo
- Grupo de las Naciones Unidas para el Desarrollo
- UNESCO
- Alto Comisionado de las Naciones Unidas para los Refugiados
- Organización de las Naciones Unidas para el Desarrollo Industrial
- ONU Mujeres
- Oficina del Alto Comisionado de las Naciones Unidas para los Derechos Humanos
- Agencia de Naciones Unidas para los Refugiados de Palestina en Oriente Próximo
- Programa Mundial de Alimentos
- Organización Meteorológica Mundial
- Organización Mundial del Comercio
- Organización Mundial del Turismo

- Comisión Económica para África
- Comisión Económica de las Naciones Unidas para Europa
- Comisión Económica para América Latina y el Caribe
- Comisión Económica y Social de las Naciones Unidas para Asia y el Pacífico
- Comisión Económica y Social de las Naciones Unidas para Asia Occidental